# 全国高等学校野球選手権大会 (岡山県勢)
全国高等学校野球選手権大会における岡山県勢の成績について記す。

## 大会結果
| 年度（大会）          | 代表校                                        | 試合結果                                      | 試合結果                                      | 成績                                          |
| --------------------- | --------------------------------------------- | --------------------------------------------- | --------------------------------------------- | --------------------------------------------- |
| 1921年（第7回大会）   | 岡山一中（山陽・初出場）                      | 1回戦                                         | ○ 4 - 3 函館中                                | ベスト8                                       |
| 1921年（第7回大会）   | 岡山一中（山陽・初出場）                      | 2回戦                                         | ○ 19 - 7 長岡中                               | ベスト8                                       |
| 1921年（第7回大会）   | 岡山一中（山陽・初出場）                      | 準々決勝                                      | ● 7 - 16 大連商                               | ベスト8                                       |
| 1948年（第30回大会）  | 関西（東中国・初出場）                        | 1回戦                                         | ○ 9 - 5 石巻                                  | ベスト8                                       |
| 1948年（第30回大会）  | 関西（東中国・初出場）                        | 2回戦                                         | ○ 4 - 2 天王寺                                | ベスト8                                       |
| 1948年（第30回大会）  | 関西（東中国・初出場）                        | 準々決勝                                      | ● 0 - 2 小倉                                  | ベスト8                                       |
| 1949年（第31回大会）  | 倉敷工（東中国・初出場）                      | 1回戦                                         | ○ 9 - 1 熊谷                                  | ベスト4                                       |
| 1949年（第31回大会）  | 倉敷工（東中国・初出場）                      | 2回戦                                         | ○ 9 - 1 高津                                  | ベスト4                                       |
| 1949年（第31回大会）  | 倉敷工（東中国・初出場）                      | 準々決勝                                      | ○ 7x - 6 小倉北（延長10回）                   | ベスト4                                       |
| 1949年（第31回大会）  | 倉敷工（東中国・初出場）                      | 準決勝                                        | ● 2 - 5 岐阜                                  | ベスト4                                       |
| 1951年（第33回大会）  | 岡山東（東中国・初出場）                      | 1回戦                                         | ● 3 - 12 高松一                               | 初戦敗退                                      |
| 1955年（第37回大会）  | 玉島（東中国・初出場）                        | 1回戦                                         | ● 1 - 3 桐生                                  | 初戦敗退                                      |
| 1958年（第40回大会）  | 倉敷商（初出場）                              | 1回戦                                         | ● 1 - 3 明治                                  | 初戦敗退                                      |
| 1959年（第41回大会）  | 倉敷工（東中国・10年ぶり2回目）               | 1回戦                                         | ○ 10 - 1 大田                                 | 2回戦                                         |
| 1959年（第41回大会）  | 倉敷工（東中国・10年ぶり2回目）               | 2回戦                                         | ● 0 - 2 東北                                  | 2回戦                                         |
| 1961年（第43回大会）  | 倉敷工（東中国・2年ぶり3回目）                | 1回戦                                         | ● 6 - 7x 報徳学園（延長12回）                 | 初戦敗退                                      |
| 1962年（第44回大会）  | 倉敷工（東中国・2年連続4回目）                | 1回戦                                         | ○ 8 - 5 山形商                                | 2回戦                                         |
| 1962年（第44回大会）  | 倉敷工（東中国・2年連続4回目）                | 2回戦                                         | ● 1 - 3 北海                                  | 2回戦                                         |
| 1963年（第45回大会）  | 岡山東商（12年ぶり2回目）                     | 1回戦                                         | ○ 2 - 1 水戸工                                | 3回戦                                         |
| 1963年（第45回大会）  | 岡山東商（12年ぶり2回目）                     | 2回戦                                         | ○ 5 - 1 能代                                  | 3回戦                                         |
| 1963年（第45回大会）  | 岡山東商（12年ぶり2回目）                     | 3回戦                                         | ● 0 - 1 九州学院                              | 3回戦                                         |
| 1965年（第47回大会）  | 岡山東商（東中国・2年ぶり3回目）              | 1回戦                                         | ● 0 - 4 日大二                                | 初戦敗退                                      |
| 1966年（第48回大会）  | 岡山東商（東中国・2年連続3回目）              | 1回戦                                         | ○ 8 - 5 海星                                  | 2回戦                                         |
| 1966年（第48回大会）  | 岡山東商（東中国・2年連続3回目）              | 2回戦                                         | ● 4 - 5 中京商                                | 2回戦                                         |
| 1967年（第49回大会）  | 倉敷工（東中国・5年ぶり5回目）                | 1回戦                                         | ○ 4 - 0 本荘                                  | 2回戦                                         |
| 1967年（第49回大会）  | 倉敷工（東中国・5年ぶり5回目）                | 2回戦                                         | ● 2 - 3x 中京                                 | 2回戦                                         |
| 1968年（第50回大会）  | 倉敷工（2年連続6回目）                        | 1回戦                                         | ○ 5 - 1 享栄                                  | ベスト4                                       |
| 1968年（第50回大会）  | 倉敷工（2年連続6回目）                        | 2回戦                                         | ○ 8 - 0 千葉商                                | ベスト4                                       |
| 1968年（第50回大会）  | 倉敷工（2年連続6回目）                        | 3回戦                                         | ○ 9 - 2 高知                                  | ベスト4                                       |
| 1968年（第50回大会）  | 倉敷工（2年連続6回目）                        | 準々決勝                                      | ○ 6 - 3 広陵                                  | ベスト4                                       |
| 1968年（第50回大会）  | 倉敷工（2年連続6回目）                        | 準決勝                                        | ● 0 - 2 静岡商                                | ベスト4                                       |
| 1969年（第51回大会）  | 玉島商（東中国・14年ぶり2回目）               | 1回戦                                         | ○ 2 - 1 川越工                                | ベスト4                                       |
| 1969年（第51回大会）  | 玉島商（東中国・14年ぶり2回目）               | 2回戦                                         | ○ 9 - 1 松商学園                              | ベスト4                                       |
| 1969年（第51回大会）  | 玉島商（東中国・14年ぶり2回目）               | 準々決勝                                      | ○ 9 - 2 仙台商                                | ベスト4                                       |
| 1969年（第51回大会）  | 玉島商（東中国・14年ぶり2回目）               | 準決勝                                        | ● 2 - 3 三沢                                  | ベスト4                                       |
| 1970年（第52回大会）  | 岡山東商（東中国・4年ぶり4回目）              | 1回戦                                         | ○ 8 - 1 長岡商                                | 2回戦                                         |
| 1970年（第52回大会）  | 岡山東商（東中国・4年ぶり4回目）              | 2回戦                                         | ● 1 - 2x 滝川                                 | 2回戦                                         |
| 1971年（第53回大会）  | 岡山東商（東中国・2年連続5回目）              | 1回戦                                         | ○ 3 - 1 都城農                                | ベスト4                                       |
| 1971年（第53回大会）  | 岡山東商（東中国・2年連続5回目）              | 2回戦                                         | ○ 5 - 3 報徳学園                              | ベスト4                                       |
| 1971年（第53回大会）  | 岡山東商（東中国・2年連続5回目）              | 準々決勝                                      | ○ 1 - 0 県岐阜商                              | ベスト4                                       |
| 1971年（第53回大会）  | 岡山東商（東中国・2年連続5回目）              | 準決勝                                        | ● 2 - 5 桐蔭学園                              | ベスト4                                       |
| 1973年（第55回大会）  | 岡山東商（2年ぶり6回目）                      | 1回戦                                         | ● 0 - 1x 銚子商（延長12回）                   | 初戦敗退                                      |
| 1974年（第56回大会）  | 玉島商（東中国・5年ぶり3回目）                | 2回戦                                         | ● 1 - 8 前橋工                                | 初戦敗退                                      |
| 1975年（第57回大会）  | 岡山東商（2年ぶり8回目）                      | 1回戦                                         | ● 4 - 5 日南                                  | 初戦敗退                                      |
| 1976年（第58回大会）  | 岡山東商（2年連続9回目）                      | 1回戦                                         | ● 0 - 1 市神港                                | 初戦敗退                                      |
| 1977年（第59回大会）  | 水島工（初出場）                              | 2回戦                                         | ● 2 - 9 豊見城                                | 初戦敗退                                      |
| 1978年（第60回大会）  | 岡山東商（2年ぶり10回目）                     | 1回戦                                         | ○ 3 - 1 取手二                                | ベスト4                                       |
| 1978年（第60回大会）  | 岡山東商（2年ぶり10回目）                     | 2回戦                                         | ○ 3x - 2 福井商                               | ベスト4                                       |
| 1978年（第60回大会）  | 岡山東商（2年ぶり10回目）                     | 3回戦                                         | ○ 4 - 2 旭川竜谷                              | ベスト4                                       |
| 1978年（第60回大会）  | 岡山東商（2年ぶり10回目）                     | 準々決勝                                      | ○ 6x - 5 豊見城（延長10回）                   | ベスト4                                       |
| 1978年（第60回大会）  | 岡山東商（2年ぶり10回目）                     | 準決勝                                        | ● 0 - 4 高知商                                | ベスト4                                       |
| 1979年（第61回大会）  | 倉敷商（21年ぶり2回目）                       | 1回戦                                         | ○ 3 - 2 桜井                                  | 2回戦                                         |
| 1979年（第61回大会）  | 倉敷商（21年ぶり2回目）                       | 2回戦                                         | ● 0 - 4 浪商                                  | 2回戦                                         |
| 1980年（第62回大会）  | 岡山理大付（初出場）                          | 1回戦                                         | ● 3 - 4 浜松商                                | 初戦敗退                                      |
| 1981年（第63回大会）  | 岡山南（初出場）                              | 1回戦                                         | ● 0 - 7 宇都宮学園                            | 初戦敗退                                      |
| 1982年（第64回大会）  | 関西（34年ぶり2回目）                         | 1回戦                                         | ● 1 - 2 中京                                  | 初戦敗退                                      |
| 1983年（第65回大会）  | 岡山南（2年ぶり2回目）                        | 1回戦                                         | ○ 4 - 2 相可                                  | 2回戦                                         |
| 1983年（第65回大会）  | 岡山南（2年ぶり2回目）                        | 2回戦                                         | ● 3 - 8 中京                                  | 2回戦                                         |
| 1984年（第66回大会）  | 岡山南（2年連続3回目）                        | 2回戦                                         | ○ 7 - 1 日大山形                              | ベスト8                                       |
| 1984年（第66回大会）  | 岡山南（2年連続3回目）                        | 3回戦                                         | ○ 5 - 2 東北                                  | ベスト8                                       |
| 1984年（第66回大会）  | 岡山南（2年連続3回目）                        | 準々決勝                                      | ● 2 - 5 鎮西                                  | ベスト8                                       |
| 1985年（第67回大会）  | 岡山南（3年連続4回目）                        | 2回戦                                         | ● 2 - 11 東海大甲府                           | 初戦敗退                                      |
| 1986年（第68回大会）  | 倉敷工（18年ぶり7回目）                       | 1回戦                                         | ● 1 - 11 秋田工                               | 初戦敗退                                      |
| 1987年（第69回大会）  | 関西（5年ぶり3回目）                          | 2回戦                                         | ○ 6 - 2 静岡                                  | ベスト8                                       |
| 1987年（第69回大会）  | 関西（5年ぶり3回目）                          | 3回戦                                         | ○ 4 - 2 一関商工                              | ベスト8                                       |
| 1987年（第69回大会）  | 関西（5年ぶり3回目）                          | 準々決勝                                      | ● 0 - 5 帝京                                  | ベスト8                                       |
| 1988年（第70回大会）  | 倉敷商（9年ぶり3回目）                        | 1回戦                                         | ○ 4 - 0 中越                                  | 2回戦                                         |
| 1988年（第70回大会）  | 倉敷商（9年ぶり3回目）                        | 2回戦                                         | ● 5 - 7 宇都宮学園                            | 2回戦                                         |
| 1989年（第71回大会）  | 倉敷商（2年連続4回目）                        | 1回戦                                         | ○ 2 - 1 東邦                                  | ベスト8                                       |
| 1989年（第71回大会）  | 倉敷商（2年連続4回目）                        | 2回戦                                         | ○ 3x - 2 鶴崎工（延長12回）                   | ベスト8                                       |
| 1989年（第71回大会）  | 倉敷商（2年連続4回目）                        | 3回戦                                         | ○ 11 - 1 吉田                                 | ベスト8                                       |
| 1989年（第71回大会）  | 倉敷商（2年連続4回目）                        | 準々決勝                                      | ● 0 - 4 尽誠学園                              | ベスト8                                       |
| 1990年（第72回大会）  | 岡山城東（初出場）                            | 1回戦                                         | ● 6 - 12 浜松商                               | 初戦敗退                                      |
| 1991年（第73回大会）  | 岡山東商（13年ぶり11回目）                    | 1回戦                                         | ● 2 - 6 松商学園                              | 初戦敗退                                      |
| 1992年（第74回大会）  | 倉敷商（3年ぶり5回目）                        | 2回戦                                         | ● 4 - 7 東邦                                  | 初戦敗退                                      |
| 1993年（第75回大会）  | 岡山南（8年ぶり5回目）                        | 1回戦                                         | ● 0 - 2 修徳                                  | 初戦敗退                                      |
| 1994年（第76回大会）  | 関西（7年ぶり4回目）                          | 1回戦                                         | ○ 4 - 0 八戸                                  | 2回戦                                         |
| 1994年（第76回大会）  | 関西（7年ぶり4回目）                          | 2回戦                                         | ● 1 - 6 佐賀商                                | 2回戦                                         |
| 1995年（第77回大会）  | 関西（2年連続5回目）                          | 1回戦                                         | ○ 8x - 7 仙台育英                             | 3回戦                                         |
| 1995年（第77回大会）  | 関西（2年連続5回目）                          | 2回戦                                         | ○ 11 - 0 宮島工                               | 3回戦                                         |
| 1995年（第77回大会）  | 関西（2年連続5回目）                          | 3回戦                                         | ● 2 - 4 星稜                                  | 3回戦                                         |
| 1996年（第78回大会）  | 倉敷工（10年ぶり8回目）                       | 1回戦                                         | ○ 9 - 0 中越                                  | 3回戦                                         |
| 1996年（第78回大会）  | 倉敷工（10年ぶり8回目）                       | 2回戦                                         | ○ 5 - 3 東筑                                  | 3回戦                                         |
| 1996年（第78回大会）  | 倉敷工（10年ぶり8回目）                       | 3回戦                                         | ● 2 - 9 鹿児島実                              | 3回戦                                         |
| 1997年（第79回大会）  | 倉敷商（5年ぶり6回目）                        | 2回戦                                         | ● 2 - 6 敦賀気比                              | 初戦敗退                                      |
| 1998年（第80回大会）  | 岡山城東（8年ぶり2回目）                      | 1回戦                                         | ○ 5 - 4 駒大岩見沢                            | 2回戦                                         |
| 1998年（第80回大会）  | 岡山城東（8年ぶり2回目）                      | 2回戦                                         | ● 1 - 2 PL学園                                | 2回戦                                         |
| 1999年（第81回大会）  | 岡山理大付（19年ぶり2回目）                   | 2回戦                                         | ○ 5x - 4 学法石川                             | 準優勝                                        |
| 1999年（第81回大会）  | 岡山理大付（19年ぶり2回目）                   | 3回戦                                         | ○ 6 - 0 水戸商                                | 準優勝                                        |
| 1999年（第81回大会）  | 岡山理大付（19年ぶり2回目）                   | 準々決勝                                      | ○ 5 - 2 滝川二                                | 準優勝                                        |
| 1999年（第81回大会）  | 岡山理大付（19年ぶり2回目）                   | 準決勝                                        | ○ 5x - 4 智弁和歌山                           | 準優勝                                        |
| 1999年（第81回大会）  | 岡山理大付（19年ぶり2回目）                   | 決勝                                          | ● 1 - 14 桐生第一                             | 準優勝                                        |
| 2000年（第82回大会）  | 岡山理大付（2年連続3回目）                    | 1回戦                                         | ○ 5 - 4 東海大菅生                            | 2回戦                                         |
| 2000年（第82回大会）  | 岡山理大付（2年連続3回目）                    | 2回戦                                         | ● 1 - 10 瀬戸内                               | 2回戦                                         |
| 2001年（第83回大会）  | 玉野光南（初出場）                            | 1回戦                                         | ○ 8 - 0 帯広三条                              | 2回戦                                         |
| 2001年（第83回大会）  | 玉野光南（初出場）                            | 2回戦                                         | ● 4 - 6 日南学園（延長10回）                  | 2回戦                                         |
| 2002年（第84回大会）  | 玉野光南（2年連続2回目）                      | 1回戦                                         | ○ 4 - 2 久居農林                              | 3回戦                                         |
| 2002年（第84回大会）  | 玉野光南（2年連続2回目）                      | 2回戦                                         | ○ 8x - 7 小山西（延長11回）                   | 3回戦                                         |
| 2002年（第84回大会）  | 玉野光南（2年連続2回目）                      | 3回戦                                         | ● 3 - 7 鳴門工                                | 3回戦                                         |
| 2003年（第85回大会）  | 倉敷工（7年ぶり9回目）                        | 1回戦                                         | ○ 5 - 2 駒大苫小牧                            | 3回戦                                         |
| 2003年（第85回大会）  | 倉敷工（7年ぶり9回目）                        | 2回戦                                         | ○ 4 - 3 今治西                                | 3回戦                                         |
| 2003年（第85回大会）  | 倉敷工（7年ぶり9回目）                        | 3回戦                                         | ● 0 - 2 光星学院                              | 3回戦                                         |
| 2004年（第86回大会）  | 岡山理大付（4年ぶり4回目）                    | 1回戦                                         | ○ 15 - 9 桐生第一                             | 2回戦                                         |
| 2004年（第86回大会）  | 岡山理大付（4年ぶり4回目）                    | 2回戦                                         | ● 0 - 3 東海大翔洋                            | 2回戦                                         |
| 2005年（第87回大会）  | 関西（10年ぶり6回目）                         | 1回戦                                         | ○ 6x - 5 高岡商（延長10回）                   | 2回戦                                         |
| 2005年（第87回大会）  | 関西（10年ぶり6回目）                         | 2回戦                                         | ● 10 - 12 京都外大西                          | 2回戦                                         |
| 2006年（第88回大会）  | 関西（2年連続7回目）                          | 1回戦                                         | ● 10 - 11x 文星芸大付                         | 初戦敗退                                      |
| 2007年（第89回大会）  | 岡山理大付（3年ぶり5回目）                    | 1回戦                                         | ● 2 - 3 興南                                  | 初戦敗退                                      |
| 2008年（第90回大会）  | 倉敷商（11年ぶり7回目）                       | 2回戦                                         | ○ 2 - 0 佐賀商                                | 3回戦                                         |
| 2008年（第90回大会）  | 倉敷商（11年ぶり7回目）                       | 3回戦                                         | ● 9 - 11 常葉菊川                             | 3回戦                                         |
| 2009年（第91回大会）  | 倉敷商（2年連続8回目）                        | 1回戦                                         | ● 2 - 8 東北                                  | 初戦敗退                                      |
| 2010年（第92回大会）  | 倉敷商（3年連続9回目）                        | 1回戦                                         | ● 0 - 2 早稲田実                              | 初戦敗退                                      |
| 2011年（第93回大会）  | 関西（5年ぶり8回目）                          | 2回戦                                         | ○ 3x - 2 九州国際大付（延長12回）             | ベスト4                                       |
| 2011年（第93回大会）  | 関西（5年ぶり8回目）                          | 3回戦                                         | ○ 7 - 1 明豊                                  | ベスト4                                       |
| 2011年（第93回大会）  | 関西（5年ぶり8回目）                          | 準々決勝                                      | ○ 8 - 3 如水館                                | ベスト4                                       |
| 2011年（第93回大会）  | 関西（5年ぶり8回目）                          | 準決勝                                        | ● 4 - 14 日大三                               | ベスト4                                       |
| 2012年（第94回大会）  | 倉敷商（2年ぶり10回目）                       | 2回戦                                         | ○ 8 - 3 松阪                                  | ベスト8                                       |
| 2012年（第94回大会）  | 倉敷商（2年ぶり10回目）                       | 3回戦                                         | ○ 5 - 1 秋田商                                | ベスト8                                       |
| 2012年（第94回大会）  | 倉敷商（2年ぶり10回目）                       | 準々決勝                                      | ● 1 - 4 明徳義塾                              | ベスト8                                       |
| 2013年（第95回大会）  | 玉野光南（11年ぶり3回目）                     | 1回戦                                         | ● 0 - 6 弘前学院聖愛                          | 初戦敗退                                      |
| 2014年（第96回大会）  | 関西（3年ぶり9回目）                          | 2回戦                                         | ● 1 - 3 富山商                                | 初戦敗退                                      |
| 2015年（第97回大会）  | 岡山学芸館（初出場）                          | 1回戦                                         | ● 1 - 7 鳥羽                                  | 初戦敗退                                      |
| 2016年（第98回大会）  | 創志学園（初出場）                            | 2回戦                                         | ● 8 - 11 盛岡大付                             | 初戦敗退                                      |
| 2017年（第99回大会）  | おかやま山陽（初出場）                        | 1回戦                                         | ● 0 - 6 聖光学院                              | 初戦敗退                                      |
| 2018年（第100回大会） | 創志学園（2年ぶり2回目）                      | 1回戦                                         | ○ 7 - 0 創成館                                | 2回戦                                         |
| 2018年（第100回大会） | 創志学園（2年ぶり2回目）                      | 2回戦                                         | ● 4 - 5 下関国際                              | 2回戦                                         |
| 2019年（第101回大会） | 岡山学芸館（4年ぶり2回目）                    | 2回戦                                         | ○ 6 - 5 広島商                                | 3回戦                                         |
| 2019年（第101回大会） | 岡山学芸館（4年ぶり2回目）                    | 3回戦                                         | ● 0 - 18 作新学院                             | 3回戦                                         |
| 2020年（第102回大会） | （新型コロナウイルス感染症流行による大会中止) | （新型コロナウイルス感染症流行による大会中止) | （新型コロナウイルス感染症流行による大会中止) | （新型コロナウイルス感染症流行による大会中止) |
| 2021年（第103回大会） | 倉敷商（9年ぶり11回目）                       | 1回戦                                         | ● 3 - 10 智弁学園                             | 初戦敗退                                      |
| 2022年（第104回大会） | 創志学園（4年ぶり3回目）                      | 1回戦                                         | ● 3 - 7 八戸学院光星                          | 初戦敗退                                      |
| 2023年（第105回大会） | おかやま山陽（6年ぶり2回目）                  | 1回戦                                         | ○ 9 - 2 日大山形                              | ベスト8                                       |
| 2023年（第105回大会） | おかやま山陽（6年ぶり2回目）                  | 2回戦                                         | ○ 4x - 3 大垣日大（延長10回TB）               | ベスト8                                       |
| 2023年（第105回大会） | おかやま山陽（6年ぶり2回目）                  | 3回戦                                         | ○ 7 - 2 日大三                                | ベスト8                                       |
| 2023年（第105回大会） | おかやま山陽（6年ぶり2回目）                  | 準々決勝                                      | ● 0 - 6 神村学園                              | ベスト8                                       |
| 2024年（第106回大会） | 岡山学芸館（5年ぶり3回目）                    | 1回戦                                         | ○ 1 - 0 聖カタリナ                            | 3回戦                                         |
| 2024年（第106回大会） | 岡山学芸館（5年ぶり3回目）                    | 2回戦                                         | ○ 2 - 0 掛川西                                | 3回戦                                         |
| 2024年（第106回大会） | 岡山学芸館（5年ぶり3回目）                    | 3回戦                                         | ● 1 - 7 神村学園                              | 3回戦                                         |
| 2025年（第107回大会） | 岡山学芸館（2年連続4回目）                    | 2回戦                                         | ○ 3 - 0 松商学園                              | 3回戦                                         |
| 2025年（第107回大会） | 岡山学芸館（2年連続4回目）                    | 3回戦                                         | ● 0 - 14 山梨学院                             | 3回戦                                         |

## 通算成績
| 出場 | 試合 | 勝利 | 敗戦 | 引分 | 勝率 | 優勝 | 準優勝 | ベスト4 | ベスト8 |
| ---- | ---- | ---- | ---- | ---- | ---- | ---- | ------ | ------- | ------- |
| 70   | 139  | 70   | 69   | 0    | .504 | 0    | 1      | 6       | 7       |

## 学校別成績
| 校名         | 出場 | 直近出場 | 勝敗     | 最高成績 | 前身校   |
| ------------ | ---- | -------- | -------- | -------- | -------- |
| 岡山東商     | 11回 | 1991年   | 11勝11敗 | ベスト4  | 岡山東   |
| 倉敷商       | 11回 | 2021年   | 8勝11敗  | ベスト8  |          |
| 倉敷工       | 9回  | 2003年   | 14勝9敗  | ベスト4  |          |
| 関西         | 9回  | 2014年   | 11勝9敗  | ベスト4  |          |
| 岡山理大付   | 5回  | 2007年   | 6勝5敗   | 準優勝   |          |
| 岡山南       | 5回  | 1993年   | 3勝5敗   | ベスト8  |          |
| 岡山学芸館   | 4回  | 2025年   | 4勝4敗   | 3回戦    |          |
| 玉島商       | 3回  | 1974年   | 3勝3敗   | ベスト4  | 玉島     |
| 玉野光南     | 3回  | 2013年   | 3勝3敗   | 3回戦    |          |
| 創志学園     | 3回  | 2022年   | 1勝3敗   | 2回戦    |          |
| おかやま山陽 | 2回  | 2023年   | 3勝2敗   | ベスト8  |          |
| 岡山城東     | 2回  | 1998年   | 1勝2敗   | 2回戦    |          |
| 岡山朝日     | 1回  | 1921年   | 2勝1敗   | ベスト4  | 岡山一中 |
| 水島工       | 1回  | 1977年   | 0勝1敗   | 初戦敗退 |          |